# OLX
OLX là công ty internet có trụ sở ở New York, Buenos Aires, Moskva, Bắc Kinh và Mumbai. Trang web OLX đăng tải quảng cáo classified miễn phí cho người dùng ở nhiều khu vực trên thế giới với nhiều danh mục như Bất động sản, Công việc, Ô tô, Cần bán, Dịch vụ, Cộng đồng và Riêng tư.
Công ty được đồng thành lập vào tháng 3 năm 2006 do các doanh nhân về Internet Fabrice Grinda và Alejandro Oxenford. Fabrice trước đây đã thành lập Zingy , một công ty ringtones cho di động và đã bán cho For-Side với giá $80 triệu vào tháng 5 năm 2004. Alec trước đây đã thành lập DeRemate  Lưu trữ ngày 5 tháng 8 năm 2018 tại Wayback Machine, một trang web đấu giá trực tuyến hàng đầu ở châu Mỹ La Tinh. DeRemate được bán cho MercadoLibre.com, một chi nhánh của eBay vào tháng 11 năm 2005.

## Phạm vi địa lý
Đến tháng 4 năm 2009, OLX đã có mặt ở 88 quốc gia với 39 ngôn ngữ.
Quốc gia: An-giê-ri, Argentina, A-ru-ba, Úc, Áo, Ba-ha-mát, Belarus, Bỉ, Bê-li-xê, Bô-li-vi-a, Bra-xin, Bun-ga-ri, Ca-na-da, Chile, Trung Quốc, Cô-lôm-bi-a, Cốt-xta-Ri-ca, Crô-a-ti-a, Cộng hòa Séc, Đan Mạch, Cộng hòa Đô-mi-ni-ca, Ê-cu-a-đo, Ét-xtô-ni-a, Phần Lan, Pháp, Đức, Hy Lạp, Grê-na-đa, Goa-tê-ma-la, Ha-i-ti, Hon-đu-rát, Hồng Kông, Hung-ga-ri, Ấn Độ, Indonesia, Ai-len, Is-ra-el, Ý, Ja-mai-ca, Nhập Bản, Jordan, Ca-giắc-xtan, Latvia, Lit-tan-stai, Lithuania, Luxembourg, Ma-lay-xi-a, México, Mô-na-cô, Maroc, Nê-dơ-land, Niu-di-lân, Ni-ca-ra-goa, Na Uy, Pa-ki-xtan, Panama, Pa-ra-goay, Peru, Phi-lip-pin, Phần Lan, Bồ Đào Nha, Puerto Rico, Rô-ma-ni, Liên Bang Nga, Sê-bi-a, Sing-ga-po, Slô-va-ki-a, Slô-vê-ni-a, Nam Phi, Nam Triều Tiên, Tây Ban Nha, Thụy Điển, Thụy Sĩ, Đài Loan, Thái Lan, Tri-ni-đát và Tô-ba-gô, Tunisia, Thổ Nhĩ Kỳ, Đảo Turk và Caicos, Ukraina, Tiểu Vương Quốc Ả Rập Thống Nhất, Vương Quốc Anh, Mỹ, Uruguay, Vê-nê-zuê-la, Việt Nam.

Ngôn ngữ: Bengali, Catalan, Trung Quốc (Truyền thống), Trung Quốc (Giảm thể), Hà Lan, Tiếng Anh, Bulgari, Croatia, Séc, Đan Mạch, Estonia, Pháp, Đức, Hy Lạp, Do thái, Hindi, Hungari, Indonesia, Italia, Nhật Bản, Hàn Quốc, Latvia, Lithuania, Na Uy, Ba Lan, Bồ Đào Nha, Romani, Nga, Serbi, Slovak, Slovene, Tây Ban Nha, Swedish, Tagalog, Thái, Thổ Nhĩ Kỳ, Ukraina, Urdu, tiếng Việt.

## Tính năng
Tính năng OLX:
- Khả năng thiết kế rao vặt rich HTML
- Quản lý tập trung hoạt động mua,  bán và hoạt động cộng đồng
- Quản lý tin nhắn rác
- Khả năng đăng rao vặt trên các trang web khác như Fotolog, Facebook và Friendster
- Khả năng thảo luận rao vặt với những người dùng quan tâm khác
- Khả năng tìm kiếm các khoản mục gần nơi bạn sống
- Truy cập trang web từ điện thoại di động
- Có ở nhiều ngôn ngữ